# 棘背盤唇鰭
棘背盤唇鱨為輻鰭魚綱鯰形目倒立鯰科的其中一種，為熱帶淡水魚，分布於非洲林波波河、庫內內河、Kafue、三比西河、奧塔萬戈河、馬拉威湖與卡裡巴湖的剛果河上游流域，體長可達6.5公分，棲息在山區溪流底中層水域，以藻類為食，生活習性不明，可做為觀賞魚。

## 扩展阅读
維基物種上的相關：棘背盤唇鱨